# Zavezniki druge svetovne vojne
Zavezniki druge svetovne vojne so bili skupine držav, ki so med drugo svetovno vojno (1939–1945) sklenile zavezništvo zoper skupnega nasprotnika. To so bile, skupaj s svojimi zavezniki, na eni strani Združeno kraljestvo, Sovjetska zveza in ZDA, na drugi strani pa Nemčija, Japonska in Italija. Slednje imenujemo s skupnim imenom "sile osi", medtem ko je anglo-ameriška koalicija splošno znana enostavno kot "Zavezniki". 
Ob napadu na Poljsko 1. septembra 1939, ki velja za začetek vojne, so Zaveznike sestavljale Poljska, Združeno kraljestvo in Francija ter njihove odvisne države, kot je Britanska Indija, pozneje še Kanada, Avstralija, Nova Zelandija in Južna Afrika. Po začetku nemške invazije na Severno Evropo do balkanske kampanje so se Zaveznikom pridružile tudi Nizozemska, Belgija, Grčija in Jugoslavija. Sovjetska zveza je leta 1939  sodelovala z Nemčijo pri invaziji na Poljsko in ostala nevtralna v nemškem konfliktu z zavezniškimi silami do junija 1941, ko se je po nemškem napadu na njeno ozemlje pridružila Zaveznikom. ZDA so ves čas zagotavljale vojno opremo in denar svojim zaveznikom ter se jim uradno pridružile decembra 1941, po japonskem napadu na Pearl Harbor. Kitajska, ki je bila v vojni z Japonsko že od incidenta z mostom Marco Polo leta 1937, se je Zaveznikom uradno pridružila decembra 1941.
Veliki trije – Združeno kraljestvo, Sovjetska zveza in ZDA – so nadzirali celotno zavezniško strategijo; odnosi med Združenim kraljestvom in ZDA so bili še posebej tesni.  Skupaj s Kitajsko so se imenovali tudi »skrbništvo mogočnih«, v izjavi Združenih narodov 1. januarja 1942, ki formalizira zavezništvo, pa so jih poimenovali »štiri sile«; uporablja se tudi naziv »štirje policisti Združenih narodov«.
Po končani vojni so zavezniške države postale osnova sodobnih Združenih narodov.